# Porta Mugonia
La Porta Mugonia era una delle tre o quattro porte cittadine che si aprivano nella cinta muraria della Roma quadrata romulea. Era indicata anche come Vetus Porta Palatii o con le varianti Mugionis, Mugionia, Mucionis.
Doveva sorgere sul lato settentrionale del Palatino, lungo il percorso del successivo Clivus Palatinus, forse in prossimità dell'intersezione di questo con la Via Nova e dell'Arco di Tito, nel punto in cui Velia e Palatino si incontravano. Nei pressi sorgeva anche il tempio di Giove Statore.
I resti della porta sono emersi durante gli scavi archeologici.
Secondo Varrone, il nome della porta deriva dal muggito delle vacche, mentre secondo Festo deriva da un certo Mugio che era incaricato della sua difesa.
L'ipotesi di Varrone è confermata da Dionisio, che ne ricorda il nome nella forma Μυκωνιδες πυλαι, dal verbo μυκαω = muggire.